# Hypsioma nesiope
Hypsioma nesiope är en skalbaggsart som beskrevs av Dillon 1945. Hypsioma nesiope ingår i släktet Hypsioma och familjen långhorningar.
Artens utbredningsområde är Panama. Inga underarter finns listade i Catalogue of Life.